# Campeonato Peruano de Fútbol de 1962
La temporada 1962 de la Primera División del Perú fue la edición número 46 de la máxima categoría del fútbol peruano, tuvo diez equipos participantes.
Alianza Lima obtuvo el campeonato nacional al quedar primero en la tabla de posiciones, mientras que Atlético Chalaco perdió la categoría. Con el título de Campeón del Fútbol Peruano, Alianza Lima se clasificó a la Copa Libertadores 1963.
Este campeonato tuvo como goleador a Alberto Gallardo de Sporting Cristal con 22 tantos.

## Formato
El torneo se jugó a dos ruedas con enfrentamientos de ida y vuelta de todos contra todos. El primero de la tabla iba clasificado a la Copa de Campeones de América 1963, si dos equipos quedaban empatados en el primer lugar, el campeón se definiría en partido extra. Para el descenso, el último de la tabla general perdía la categoría.
Se otorgaba dos puntos por partido ganado, un punto por partido empatado y ninguno por partido perdido.

## Ascensos y descensos
| Posición | Ascendido de Segunda División 1961 |
| -------- | ---------------------------------- |
| 1º       | KDT Nacional                       |

| Posición | Descendido de Primera División 1961 |
| -------- | ----------------------------------- |
| 10º      | Mariscal Sucre                      |

## Equipos participantes
| Club                      | Ciudad | Entrenador           |
| ------------------------- | ------ | -------------------- |
| Alianza Lima              | Lima   | Jaime de Almeyda     |
| Atlético Chalaco          | Callao | Joao Dias dos Santos |
| Centro Iqueño             | Lima   | Ondino Viera         |
| Ciclista Lima             | Lima   | Roberto Drago        |
| Defensor Lima             | Lima   | Erwin Hieger         |
| Deportivo Municipal       | Lima   | Juan Valdivieso      |
| KDT Nacional              | Callao | Alejandro Heredia    |
| Sport Boys                | Callao | Marcos Calderón      |
| Sporting Cristal          | Lima   | Juan Honores         |
| Universitario de Deportes | Lima   | Ismael Soria         |

## Tabla de posiciones
| P  | Equipo                    | PJ | PG | PE | PP | GF | GC | DG  | Ptos |
| -- | ------------------------- | -- | -- | -- | -- | -- | -- | --- | ---- |
| 1  | Alianza Lima              | 18 | 12 | 3  | 3  | 47 | 18 | +29 | 27   |
| 2  | Sporting Cristal          | 18 | 12 | 1  | 5  | 42 | 21 | +21 | 25   |
| 3  | Universitario de Deportes | 18 | 8  | 6  | 4  | 40 | 30 | +10 | 22   |
| 4  | Centro Iqueño             | 18 | 8  | 5  | 5  | 39 | 33 | +6  | 21   |
| 5  | Deportivo Municipal       | 18 | 7  | 6  | 5  | 22 | 20 | +2  | 20   |
| 6  | Ciclista Lima             | 18 | 6  | 4  | 8  | 35 | 37 | -2  | 16   |
| 7  | Defensor Lima             | 18 | 6  | 3  | 9  | 21 | 35 | -14 | 15   |
| 8  | KDT Nacional              | 18 | 4  | 6  | 8  | 18 | 29 | -11 | 14   |
| 9  | Sport Boys                | 18 | 3  | 5  | 10 | 14 | 27 | -13 | 11   |
| 10 | Atlético Chalaco          | 18 | 3  | 3  | 12 | 22 | 50 | -28 | 9    |

PJ = Partidos jugados; PG = Partidos ganados; PE = Partidos empatados; PP = Partidos perdidos; GF = Goles a favor ; GC = Goles en contra; DG = Diferencia de goles; Pts = Puntos
|  | Campeón                          |
|  | Descenso a Segunda División 1963 |
|                          |
| Campeón Nacional         |
| Alianza Lima 12.º título |

## Goleadores
| Jugador          | Equipo                    | Goles |
| ---------------- | ------------------------- | ----- |
| Alberto Gallardo | Sporting Cristal          | 22    |
| Jesús Peláez     | Centro Iqueño             | 19    |
| Nemesio Mosquera | Ciclista Lima             | 15    |
| Pedro Pablo León | Alianza Lima              | 14    |
| Ángel Uribe      | Universitario de Deportes | 12    |
| José Azofra      | Ciclista Lima             | 12    |
| Hugo Lobatón     | Sporting Cristal          | 11    |
| Víctor Rostaing  | Alianza Lima              | 11    |